# 私鐘妹
私鐘妹是香港妓女的一種，網路用語稱CC，通常為自由工作，兼職性質，因為收入都是歸自己，無須與夜總會或他人分拆鐘錢，故此得名。私鐘妹有時會兼作伴遊服務，所以在台灣亦有稱呼一些兼作私鐘的藝人「去外賣」。
私鐘妹之中又有高鐘妹，即高級私鐘妹，通常在至酒店等地方提供性服務，收費比較一般私鐘妹貴三成至兩倍不等，視乎酒店及其「質素」。高級私鐘妹通常都有馬伕領導，定時在酒店內的酒吧出沒，一般人俗稱此種行為為「行圈」，以比喻賽馬場的騎師帶馬匹到賽場熟習場地。若果有客人相中其中一位私鐘妹，則向馬伕接洽。
網路代稱CC的首個「C」字在粵語為「私」字的同音字，尾「C」字為「Clock」（時鐘）的縮寫，此俗語常見於討論區與社交網站等，尤其是援助交際專題網站。因為內容敏感（不道德，而且可能不合法），為了規避监管方（父母及學校等）、執法部門（警察及保護兒童組織等）和過濾軟件等的關注（突破網絡審查），而使用的一個字眼。

## 電影創作
- 《私鐘真面目》（1992年）
- 《老泥妹》 （1994年）：片中其中一位女角「北妹」曾經因為姑爺仔的甜言蜜語而成為了私鐘妹，但得着女主角之一的「無腦」及她的朋友襄助而暫時脫離魔掌。

## 參看
- 香港性產業
- 應召女郎